# Stephenson 2-18
Stephenson 2-18 (St2-18), nota anche come Stephenson 2 DFK 1 o RSGC2-18, è una stella supergigante rossa o forse ipergigante rossa, situata nella costellazione dello Scudo. Si trova vicino all'ammasso aperto Stephenson 2, che si trova a circa 6 000 parsec (20 000 anni luce) di distanza dalla Terra, e si presume che faccia parte di un gruppo di stelle situate a una distanza simile. 
È tra le più grandi stelle conosciute e una delle supergiganti rosse più luminose, con un raggio che venne stimato intorno a 2150 volte quello del Sole (R☉), che corrisponde a un volume quasi 10 miliardi di volte più grande del Sole. Se collocata al centro del Sistema Solare, la sua fotosfera inghiottirebbe l'orbita di Saturno. Esistono numerose incertezze però sulle dimensioni reali della stella, anche perché un raggio così grande è considerevolmente superiore a quello dei modelli teorici delle più grandi supergiganti rosse previsto dalla teoria dell'evoluzione stellare (circa 1500 R⊙)

## Storia delle osservazioni

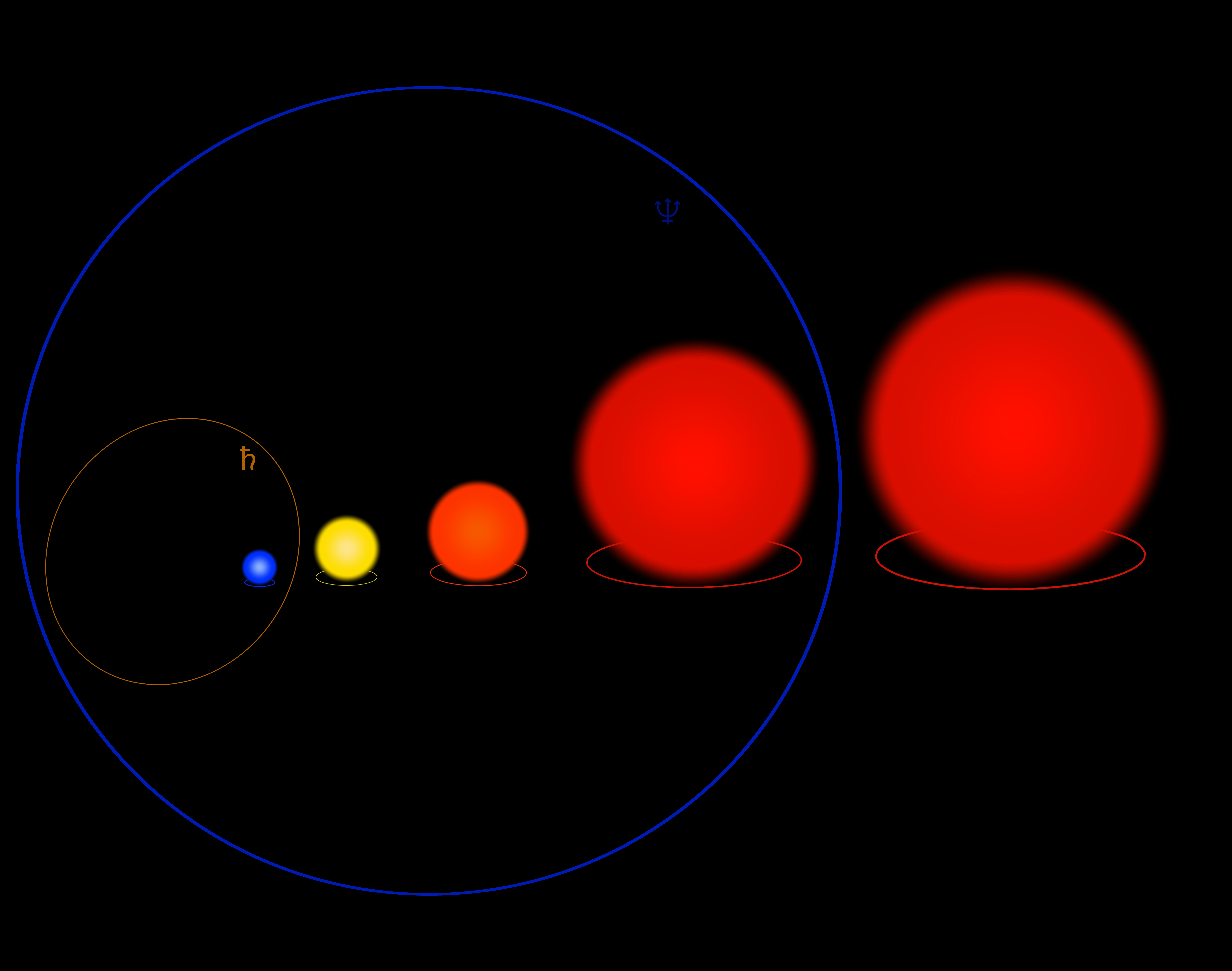
Confronto delle dimensioni delle diverse stelle selezionate. Da sinistra a destra ci sono Cygnus OB2 # 12, V382 Carinae, V915 Scorpii, UY Scuti e Stephenson 2-18. Vengono mostrate anche le orbite di Saturno e Nettuno per il confronto.

L'ammasso aperto Stephenson 2 è stato scoperto dall'astronomo statunitense Charles Bruce Stephenson nel 1990 nei dati ottenuti da un'indagine nell'infrarosso profondo. L'ammasso è anche noto come RSGC2, uno dei numerosi massicci ammassi aperti nello Scudo, ciascuno contenente più supergiganti rosse.
Alla stella più brillante nella regione dell'ammasso è stato assegnato l'identificatore 1 in prima analisi delle proprietà dei suoi componenti. Tuttavia, non è stata considerata un membro di Stephenson 2 a causa della sua posizione periferica, della luminosità anormalmente elevata e del moto proprio leggermente atipico. In uno studio successivo, alla stessa stella fu attribuito il numero 18 e assegnata a un gruppo di stelle periferiche chiamato Stephenson 2 SW, presumibilmente poste a una distanza simile dall'ammasso centrale. La stella viene spesso identificata con la designazione St 2-18 (abbreviazione di Stephenson 2-18), seguendo la numerazione di Deguchi (2010). Per ridurre la confusione derivante dall'uso dello stesso numero per stelle diverse e numeri diversi per la stessa stella, alle designazioni di Davis (2007) viene spesso assegnato un prefisso DFK o D, per esempio Stephenson 2 DFK 1.

## Caratteristiche fisiche
St 2-18 mostra i tratti e le proprietà di una supergigante rossa molto luminosa ed estrema, con un tipo spettrale tardivo di M6, che è insolito per una stella supergigante. Questo la colloca nell'angolo in alto a destra del diagramma Hertzsprung-Russell.
Un calcolo per trovare la luminosità bolometrica adattando la distribuzione spettrale di energia (SED) fornisce alla stella una luminosità di quasi 440000 L⊙, con una temperatura effettiva di 3200 K, che corrisponde a un raggio molto ampio di 2 150 R☉ (1,50×109 km; 10,0 au; 930 000 000 mi), il che la renderebbe notevolmente più grande e più luminosa dei modelli teorici delle più grandi e luminose supergiganti possibili (circa 1500 R⊙ e 320000 L⊙ rispettivamente). Un calcolo alternativo, ma più vecchio del 2010, assumendo ancora l'appartenenza all'ammasso di Stephenson 2 a 5,5 kpc (18 000 al) ma basato su lunghezze d'onda del flusso luminoso di 12 e 25 μm, danno una luminosità molto più bassa e relativamente modesta di 90000 L⊙. Un calcolo più recente, basato sull'integrazione SED e ipotizzando una distanza di 5,8 kpc (19 000 al), fornisce una luminosità bolometrica di 630000 L⊙ sebbene gli autori dubitino che la stella sia effettivamente un membro dell'ammasso a quella distanza; già nel 2012 infatti uno studio di Verheyen e colleghi escludeva l'appartenenza della stella all'ammasso Stephenson 2, in quanto lo studio sulla velocità radiale dell'ammasso risultò essere di 109 km/s, contro gli 89 km/s della stella.

### Fonti
1. ↑   I. Negueruela, C. González-Fernández, R. Dorda, A. Marco e J. S. Clark, The population of M-type supergiants in the starburst cluster Stephenson 2, in Eas Publications Series, vol. 60, 2013,  p. 279, Bibcode:2013EAS....60..279N, DOI:10.1051/eas/1360032, arXiv:1303.1837.
2. 1 2   Roberta M. Humphreys, Greta Helmel, Terry J. Jones e Michael S. Gordon, Exploring the Mass Loss Histories of the Red Supergiants, in Astronomical Journal, vol. 160, n. 3, 2020,  p. 145, Bibcode:2020AJ....160..145H, DOI:10.3847/1538-3881/abab15, arXiv:2008.01108.
3. 1 2 3 4   Brown, A. G. A.; et al. (Gaia collaboration), "Gaia Data Release 2: Summary of the contents and survey properties", in Astronomy & Astrophysics, 616. A1., Gaia DR2 record for this source at VizieR, agosto 2018, Bibcode:2018A&A...616A...1G, DOI:10.1051/0004-6361/201833051, arXiv:1804.09365.
4. 1 2 3   Thomas K. T Fok, Jun-ichi Nakashima, Bosco H. K Yung, Chih-Hao Hsia e Shuji Deguchi, Maser Observations of Westerlund 1 and Comprehensive Considerations on Maser Properties of Red Supergiants Associated with Massive Clusters, in The Astrophysical Journal, vol. 760, n. 1, 2012,  p. 65, Bibcode:2012ApJ...760...65F, DOI:10.1088/0004-637X/760/1/65, arXiv:1209.6427.
5. ↑   Emily M. Levesque et al., The Effective Temperature Scale of Galactic Red Supergiants: Cool, but Not As Cool As We Thought, in The Astrophysical Journal, vol. 628, n. 2, agosto 2005,  pp. 973-985, DOI:10.1086/430901, arXiv:astro-ph/0504337.
6. ↑   B. Davies et al., A Massive Cluster of Red Supergiants at the Base of the Scutum-Crux Arm, in The Astrophysical Journal, vol. 671, n. 1, 2007,  pp. 781-801, arXiv:0708.0821.
7. ↑   Shuji Deguchi, Jun-Ichi Nakashima, Yong Zhang, Selina S. N. Chong, Kazutaka Koike e Sun Kwok, SiO and H2O Maser Observations of Red Supergiants in Star Clusters Embedded in the Galactic Disk, in Publications of the Astronomical Society of Japan, vol. 62, n. 2, 2010,  pp. 391-407, Bibcode:2010PASJ...62..391D, DOI:10.1093/pasj/62.2.391, arXiv:1002.2492.
8. ↑   L. Verheyen, M. Messineo, K. M. Menten, SiO maser emission from red supergiants across the Galaxy, in Astronomy and Astrophysics, vol. 541, A36, maggio2012,  p. 12.